# Nové Syrovice
Nové Syrovice (dříve také Surowicz, Sijrowicze, Syrowitz, Neu Surowitz, Neu Zerowitz, Neu Seerowitz, Neu Serowitz, Nowý Serovice, Syrowice) jsou obec v okrese Třebíč v Kraji Vysočina. Žije zde 925 obyvatel. Obec se dělí na dvě části, vlastní Nové Syrovice a vesnici Krnčice.
Nové Syrovice leží 5 km západně od Moravských Budějovic, protéká jí Syrovický potok a prochází silnice z Dědic do Blížkovic a Dešova do Krnčic.
Sousedními obcemi sídla jsou Dešov, Blížkovice, Zálesí, Dědice, Kojatice, Moravské Budějovice, Nimpšov, Častohostice a Láz.

## Geografie
Ze severu na jih přes území obce vede silnice II/411 z Moravských Budějovic do Dešova, podél severozápadní hranice území obce vede také silnice II/152. Ze silnice II/411 na západ vychází silnice z Krnčic do Jackova, ze zastavěného území obce pak na západ vychází silnice do Dědic, z této silnice pak jižně vychází i silnice do Nimpšova. Východně ze zastavěného území obce vychází silnice do Láze. Jižně ze silnice II/411 vychází užitková silnice k hájovně a do Syrovického lesa. Podél východní hranice území vede užitková cesta k hájovně. Ze severu na jih přes území prochází přes Krnčice, Nové Syrovice, Syrovický les a následně vede k hájence Černá blata cyklostezka 5233, podél východní hranice území obce vede cyklostezka Krumlovsko-Jevišovicko. Ze zastavěného území obce vychází směrem na jihovýchod Graselova stezka Nové Syrovice. Podél severozápadní hranice území prochází také železniční trať Moravské Budějovice–Jemnice, žádná zastávka však na území obce neleží, nejbližší se nachází v Dědicích a Jackově. 
Větší část území obce je využívána zemědělsky, ale oproti jiným obcím v okresu Třebíč se na území obce nachází i několik výrazných lesních ploch. Typickou ukázkou výrazného umělého lesního porostu je jižně od zastavěného území obce umístěné Syrovické boroví, které je čtvercového půdorysu o hraně cca 400 metrů. Jižní část území je zalesněna téměř celá, nachází se tam Syrovický les s přírodní rezervací Habrová seč a přírodní památkou U lusthausu, severněji se nachází mírně oddělená část Syrovického lesa. Na severozápadním okraji území obce se nachází Krnčické boroví. Západně od Krnčic se pak nachází sad. Zalesněné jsou i oblasti okolo rybníků a potoků protékajících přes území obce.
Ze západu od Jackova přes Jackovský rybník přitéká na území obce Jevišovka, ta dále protéká jižně od Krnčic a přes Krnčický rybník, kdy dále pokračuje východně, kde po několika desítkách kilometrů u Jevišovky ústí do Dyje. Část západní hranice území obce tvoří Syrovický potok, do něj se pak těsně po vstupu na území obce vlévá nepojmenovaný potok, který protéká Nimpšovem a v Syrovickém rybníce v zastavěném území obce další nepojmenovaný potok. Syrovický potok pak teče podél jižního okraje zastavěného území obce a dále pokračuje východně do Láze, kde se do něj vlévají další dva nepojmenované potoky, které odvádí vodu z území Nových Syrovic, první z nich protéká přes rybník Koupaliště u Boroví (a teče podél Syrovického boroví) a druhý z nich protéká přes Nový rybník u východní hranice území obce. Syrovický potok pak asi po 5 km ústí do Jevišovky. U osady Spetice ve Spetickém rybníce pramení Spetický potok, ten pak teče přes Spetický močál, podél okraje Syrovického lesa a kolem Habrové seče, dále pak teče východně, kdy u východního okraje území obce u rybníka Liščina se vlévá do Ctidružického potoka, Ctidružický potok pramení na západním okraji Syrovického lesa, protéká přes rybník Dědek, protéká okolo kaple Sibyla a dále údolím na východ, kde se po cca 5 km vlévá u Grešlového Mýta do Jevišovky. Těsně na jižní hranici protéká nepojmenovaný potok, který se u Liščiny vlévá do Ctidružického potoka. 
Většina území obce se nachází v cca 450 metrech nad mořem, jen jihozápadní okraj území obce se nachází ve výšce kolem 500 metry nad mořem. 
Zastavěné území obce se nachází na východním okraji území obce, kde těsně sousedí a tvoří souměstí s Lází. Severněji pak leží část obce Krnčice, u severní hranice pak na samotě dva domy. Těsně za západní hranicí území obce se nachází Holíkův mlýn, před západní hranicí území obce se nachází chatová osada. U východní hranice území obce pod Krnčickým rybníkem se nachází Krnčický mlýn. V západní výspě území se nachází průmyslová část a někdejší osada Mikálka. U severního okraje Syrovického lesa se nachází na samotě hájenka, o kus východněji pak také hájenka Na Čihadle. Na západním okraji území obce se při silnici II/411 nachází někdejší statek Spetice. V Syrovickém lese se nachází kaple Sybila a Lusthaus. 
Jižně od zastavěného území obce se nachází přírodní rezervace Habrová seč, jižněji pak i přírodní památka U lusthausu, na jihozápadním okraji území obce se nachází Dub v Černém lese. U naučné stezky Graselova stezka Nové Syrovice se nachází dvě kaple, kaple Sybila a kaple Lusthaus.

## Historie
První písemná zmínka pochází z roku 1491, kdy byly spolu s Bítovem propuštěny Vladislavem II. z manství Jindřichovi z Lichtenburku, v roce 1510 Půta z Lichtenburka prodal Syrovice Janovi Mstěnickému ze Mstěnic a tak je odpoutal od bítovského panství a vzniklo tak novosyrovické panství. Roku 1529 pak získal vládu nad panstvím Mikuláš z Víckova a ten roku 1547 prodal Krnčice a Syrovice Václavovi mladšímu z Lichtenburka. V roce 1575 získal Syrovice Volfovi Štrejnovi ze Švarcenavy, jeho syn pak prodal v roce 1607 Syrovice, Lazec, části Krnčic a Častohostic Janovi Čejkovi z Olbramovic.
Tomu pak byly majetky konfiskovány a následně Syrovice a okolní vesnice zakoupil Adam Gabelhouer, který je posléze roku 1636 prodal Janovi Reinhartovi ze Schaumburku, posléze je získal Jan Baptista z Ostašova, pánové z Ostašova panství vlastnili až do roku 1786, kdy byly prodány Janovi Jindřichovi Nimptschovi, Nimptschům patřila vesnice až do roku 1916. V roce 1837 bylo novosyrovické panství rozšířeno o Dědice, Hornice a Kojatice, které prodal Nimptschům August Segur.
V 18. století byl přestavěn původní zámeček na dvoupatrový barokní zámek.
V roce 1798 byla ve vsi založena škola, kolem roku 1870 byla rozšířena na trojtřídku, roku 1891 byla čtyřídní, a roku 1898 byla rozšířena na pětitřídní. V roce 1890 byl založen hasičský spolek, roku 1898 byl založen spolek pro vystavení jubilejního katolického kostela v Nových Syrovicích (kostel svatého Cyrila a Metoděje byl dostavěn v roce 1906), v roce 1900 byla založena Národní Jednota, v roce 1919 byla založena Jednota československých malozemědělců a roku 1924 Sokol. Roku 1930 byla vesnice elektrifikována, elektřina byla roku 1932 dovedena i do Spetic.
Po druhé světové válce bylo roku 1950 založeno v obci JZD, roku 1961 bylo sloučeno s JZD Krnčice a bylo přejmenováno na JZD Nový Směr se sídlem v Nových Syrovicích. V roce 1962 se připojil do Nového Směru i JZD Láz. V roce 1972 bylo JZD Nový Směr začleněno do JZD Budoucnost v Moravských Budějovicích.
V roce 1968 obcí projela ruská armáda, kdy vojáci několikrát vystřelili na místní školu, místní chlapci na pancíře tanku začali házet kameny. Posádka tanku tank navedla směrem, kterým chlapci utekli a nakonec se zablokoval ve starém průjezdu. Druhý tank jej nakonec vytáhl. Při incidentu byl střepinami zraněn jeden z chlapců a byl ošetřen v nemocnici.
Do roku 1849 patřily Nové Syrovice do novosyrovického panství, od roku 1850 patřily do okresu Znojmo, od roku 1896 do okresu Moravské Budějovice a od roku 1960 do okresu Třebíč. Součástí obce byla osada Vilemínov, v letech 1850–1869 i Spetice, Krnčice a Láz, v letech 1850–1867 také Častohostice a Jackov. Od roku 1964 pak byly opět součástí Nových Syrovic Krnčice i Láz.
| Rok            | 1869 | 1880 | 1890 | 1900 | 1910 | 1921 | 1930 | 1950 | 1961 | 1970 | 1980 | 1991 | 2001 |
| Počet obyvatel | 767  | 813  | 814  | 887  | 953  | 1026 | 994  | 907  | 984  | 1061 | 1005 | 966  | 986  |

## Ocenění
Obec Nové Syrovice v roce 2009 obdržela ocenění v soutěži Vesnice Vysočiny, konkrétně získala ocenění hnědý diplom, tj. diplom za vzorné vedení kroniky. Obec Nové Syrovice v roce 2014 obdržela ocenění v soutěži Vesnice Vysočiny, konkrétně získala ocenění Zlatá cihla v Programu obnovy venkova C.

## Politika

### Volby do Poslanecké sněmovny
|       | 2006                | 2010                | 2013                | 2017                | 2021                |
| ----- | ------------------- | ------------------- | ------------------- | ------------------- | ------------------- |
| 1.    | ČSSD (34,97 %)      | ČSSD (23,77 %)      | KSČM (27,7 %)       | ANO (33,83 %)       | ANO (28,21 %)       |
| 2.    | KSČM (24,89 %)      | KSČM (19,58 %)      | ČSSD (20,15 %)      | KSČM (13,43 %)      | SPOLU (22,12 %)     |
| 3.    | ODS (19,54 %)       | TOP 09 (11,65 %)    | ANO 2011 (19,39 %)  | SPD (10,19 %)       | SPD (10,6 %)        |
| účast | 62,53 % (488 z 782) | 54,92 % (430 z 783) | 51,08 % (401 z 785) | 52,61 % (403 z 766) | 58,55 % (445 z 760) |

### Volby do krajského zastupitelstva
|      | 1.             | 2.                       | 3.                    | účast               |
| ---- | -------------- | ------------------------ | --------------------- | ------------------- |
| 2000 | KSČM (34,61 %) | 4KOALICE (21,63 %)       | ODS (20,19 %)         | 29,78 % (221 z 742) |
| 2004 | KSČM (35,77 %) | KDU-ČSL (21,55 %)        | ODS (16,37 %)         | 30,07 % (234 z 778) |
| 2008 | ČSSD (40,06 %) | KSČM (17,84 %)           | KDU-ČSL (16,83 %)     | 38,01 % (301 z 792) |
| 2012 | KSČM (29,03 %) | ČSSD (24,19 %)           | KDU-ČSL (15,32 %)     | 33,5 % (267 z 797)  |
| 2016 | ČSSD (18,13 %) | ANO 2011 (17,64 %)       | KSČM (15,68 %)        | 26,56 % (207 z 787) |
| 2020 | ANO (19,61 %)  | ČSSD (15,78 %)           | Piráti (13,87 %)      | 28,48 % (211 z 741) |
| 2024 | ANO (47,26 %)  | ODS+TOP 09+STO (11,94 %) | STAN+SNK ED (10,44 %) | 27,94 % (202 z 723) |

### Prezidentské volby
V prvním kole prezidentských voleb v roce 2013 první místo obsadil Miloš Zeman (151 hlasů), druhé místo obsadil Jan Fischer (80 hlasů) a třetí místo obsadil Jiří Dienstbier (63 hlasů). Volební účast byla 56,51 %, tj. 443 ze 784 oprávněných voličů. V druhém kole prezidentských voleb v roce 2013 první místo obsadil Miloš Zeman (314 hlasů) a druhé místo obsadil Karel Schwarzenberg (115 hlasů). Volební účast byla 55,06 %, tj. 430 ze 781 oprávněných voličů.
V prvním kole prezidentských voleb v roce 2018 první místo obsadil Miloš Zeman (209 hlasů), druhé místo obsadil Jiří Drahoš (88 hlasů) a třetí místo obsadil Marek Hilšer (50 hlasů). Volební účast byla 56,39 %, tj. 428 ze 759 oprávněných voličů. V druhém kole prezidentských voleb v roce 2018 první místo obsadil Miloš Zeman (320 hlasů) a druhé místo obsadil Jiří Drahoš (144 hlasů). Volební účast byla 60,86 %, tj. 465 ze 764 oprávněných voličů.
V prvním kole prezidentských voleb v roce 2023 první místo obsadil Andrej Babiš (214 hlasů), druhé místo obsadil Petr Pavel (98 hlasů) a třetí místo obsadila Danuše Nerudová (66 hlasů). Volební účast byla 64,51 %, tj. 458 ze 710 oprávněných voličů. V druhém kole prezidentských voleb v roce 2023 první místo obsadil Andrej Babiš (257 hlasů) a druhé místo obsadil Petr Pavel (206 hlasů). Volební účast byla 65,67 %, tj. 463 ze 705 oprávněných voličů.

## Osobnosti
- Johann Georg Grasel (1790–1818), zločinec, který dal českému a německému jazyku označení „grázl“
- Antonín Konvalín (1839–?), rolník, politik, poslanec
- Jaroslav Krčál (1901–1975), učitel v Nových Syrovicích
- Jaroslava Lázníčková-Velebová (1955–2018), ilustrátorka a malířka
- Jaromír Michal (1900–1959), pedagog, hudebník, docent
- Ludvík Meduna (1902–1993), filatelista a historik, zemřel v Nových Syrovicích
- Miroslav Nevečeral (1926–1996), volyňský Čech, voják v bitvě u Dukly
- Lubomír Selinger (* 1929), novinář

## Pamětihodnosti
- Zámek Nové Syrovice
- Boží muka
- Výklenková kaplička
- Novorománský kostel svatého Cyrila a Metoděje z let 1902–1906